# اشتورم‌فورر

طوقه اشتورم‌فورر در اس‌آ

اشتورم‌فورر (آلمانی: Sturmführer) یکی از درجات نظامی مورد استفاده در اس‌آ بود.
این واژه به معنی فرمانده حمله است و اولین بار در جنگ جهانی اول به فرماندهان گروه‌های تهاجمی و نیروهای ویژه ارتش آلمان گفته می‌شد. پس از جنگ جهانی اول عبارت اشتورم فورر در سازمان‌های شبه‌نظامی وابسته به حزب نازی مورد استفاده قرار گرفت.
در سال ۱۹۲۸ این درجه به صورت رسمی وارد نظام درجه‌دهی اس‌آ گشت و از ۱۹۳۰ به عنوان پایین‌ترین درجه افسر کادر به کار می‌رفت. در اس‌اس نیز این درجه تا سال ۱۹۳۴ به کار می‌رفت اما پس از شب دشنه‌های بلند به اونتراشتورمفورر که معادل ستوان دو یا ستوان یک در ارتش بود تغییر یافت. 